# Canton de Mana
Le canton de Mana est une ancienne division administrative française, située dans le département de la Guyane en région Guyane.
Il faisait partie de l'arrondissement de Saint-Laurent-du-Maroni.

## Présentation
| Nom              | Code Insee | Intercommunalité       | Superficie (km2) | Population (dernière pop. légale) | Densité (hab./km2) |
| ---------------- | ---------- | ---------------------- | ---------------- | --------------------------------- | ------------------ |
| Mana (chef-lieu) | 97306      | CC de l'Ouest guyanais | 6 332,60         | 9 916 (2014)                      | 1,6                |
| Awala-Yalimapo   | 97361      | CC de l'Ouest guyanais | 187,40           | 1 364 (2014)                      | 7,3                |

## Représentation
| Période | Période      | Identité                     | Étiquette             | Qualité                                                                                           |
| ------- | ------------ | ---------------------------- | --------------------- | ------------------------------------------------------------------------------------------------- |
| ?       | 1952 (décès) | M. Demougeot                 |                       | Industriel                                                                                        |
| 1952    | 1955         |                              |                       |                                                                                                   |
| 1955    | 1979         | Paule Berthelot              | DVD puis UDR puis RPR | Première femme élue au Conseil général de la Guyane                                               |
| 1979    | 1985         | Emmanuel Bellony (1917-1987) | RPR                   | Maire de Mana (1979-1985), Président du Conseil général (1982-1985)                               |
| 1985    | 1998         | Georges Patient              | DVG                   | Consultant financier Maire de Mana (1989-2017) Président de la CC de l'Ouest guyanais (1994-2001) |
| 1998    | 2004         | Joseph Pavant                | SE                    | Retraité                                                                                          |
| 2004    | 2015         | Albéric Benth                | app. PSG              | Agriculteur Conseiller régional Vice-président du conseil général (2008-2011)                     |